# Nederlandse kampioenschappen schaatsen afstanden 2017 - 500 meter mannen
De 500 meter mannen op de Nederlandse kampioenschappen schaatsen afstanden 2017 werd gereden op woensdag 28 december 2016 in ijsstadion Thialf te Heerenveen. Er namen twintig mannen deel.

## Statistieken

### Uitslag
| Pos.   | Schaatser             | Rit | Baan | Tijd     |
| ------ | --------------------- | --- | ---- | -------- |
| Goud   | Dai Dai Ntab          | 10  | I    | 34.80    |
| Zilver | Ronald Mulder         | 8   | O    | 34.83    |
| Brons  | Jan Smeekens          | 8   | I    | 34.91    |
| 4      | Kjeld Nuis            | 6   | I    | 34.93    |
| 5      | Kai Verbij            | 9   | I    | 34.98    |
| 6      | Michel Mulder         | 9   | O    | 35.23    |
| 7      | Hein Otterspeer       | 10  | O    | 35.35    |
| 8      | Pim Schipper          | 5   | O    | 35.57    |
| 9      | Martijn van Oosten    | 7   | O    | 35.68    |
| 10     | Thomas Krol           | 5   | I    | 35.74    |
| 11     | Gerben Jorritsma      | 7   | I    | 35.75(1) |
| 12     | Joost Born            | 3   | O    | 35.75(2) |
| 13     | Niek Deelstra         | 2   | O    | 35.83    |
| 14     | Gijs Esders           | 4   | I    | 35.97(3) |
| 15     | Lennart Velema        | 2   | I    | 35.97(5) |
| 16     | Lucas van Alphen      | 4   | O    | 35.99    |
| 17     | Aron Romeijn          | 6   | O    | 36.12    |
| 18     | Rudy Meereboer        | 3   | I    | 36.36 PR |
| 19     | Sander Meijerink      | 1   | O    | 36.56 PR |
| 20     | Joost van Dobbenburgh | 1   | I    | 37.07    |
| NC     | Jesper Hospes         | WDR |      |          |

Bron:
Referee: Dina Melis. Starter: André de Vries 

Start: 19:19:00uur. Einde: 19:46:14uur

### Loting
| Rit | Binnenbaan            | Buitenbaan         |
| --- | --------------------- | ------------------ |
| 1   | Joost van Dobbenburgh | Sander Meijerink   |
| 2   | Lennart Velema        | Niek Deelstra      |
| 3   | Rudy Meereboer        | Joost Born         |
| 4   | Gijs Esders           | Lucas van Alphen   |
| 5   | Thomas Krol           | Pim Schipper       |
| 6   | Kjeld Nuis            | Aron Romeijn       |
| 7   | Gerben Jorritsma      | Martijn van Oosten |
| 8   | Jan Smeekens          | Ronald Mulder      |
| 9   | Kai Verbij            | Michel Mulder      |
| 10  | Dai Dai Ntab          | Hein Otterspeer    |

1987 · 
1988 · 
1989 · 
1990 · 
1991 · 
1992 · 
1993 · 
1994 · 
1995 · 
1996 · 
1997 · 
1998 · 
1999 · 
2000 · 
2001 · 
2002 · 
2003 · 
2004 · 
2005 · 
2006 · 
2007 · 
2008 · 
2009 · 
2010 · 
2011 · 
2012 · 
2013 · 
2014 · 
2015 · 
2016 · 
2017 · 
2018 · 
2019 · 
2020 · 
2021 · 
2022 · 
2023 ·
2024 · 
2025